# Міжнародний чорноморський клуб
Міжнаро́дний Чорномо́рський Клуб (МЧК) (англ. International Black Sea Club (IBSC)) — це неурядова громадська організація, що має статус спостерігача при організації Чорноморського Економічного Співробітництва та консультативний статус при Економічній і Соціальній Раді ООН, що надаються лише організаціям, які одержали світове визнання. МЧК є також членом міжнародного Союзу місцевих влад і Європейської ради малого бізнесу. Клуб створено для зміцнення й розвитку ділового співробітництва між містами-портами країн Чорноморського басейну, він був заснований 5 грудня 1992 року на 1 Асамблеї в Одесі (Україна). Членські внески — 500 євро на рік.

## Історія
- У 1994–1998 роках клуб брав активну участь у ряді проектів програм «TACIS» та «Фра» Європейського Союзу, організація одержала визнання у Європі.

- 11 липня 2003 року було ухвалене рішення міської ради № 1376-XXI від 11 липня 2003 року про підтвердження членства Одеси (Україна) у клубі.

- На 15-й Асамблеї до МЧК увійшли Салоніки (Греція) -з дорадчим голосом, і Трабзон (Туреччина).

- 17-та Асамблея МЧК пройшла в Одесі 3 червня 2006 року.

- 18-та Асамблея пройшла в Ялті (Україна, АР Крим). На цій Асамблеї в члени МЧК були прийняті 2 грузинських міста — Поті та Батумі. Також було вирішено залишити за Одесою право відкриття Представництва МЧК для роботи з українськими містами-членами Клубу. Місто Одеса було прийняте в члени правління.

- 20-та Асамблея МЧК відбулася 10 червня 2007 року у Стамбулі.

- З 25 по 26 червня 2007 року в Одесі пройшла 3-я Міжнародна Конференція Ради Європи з питань міжрегіонального співробітництва в басейні Чорного моря. За підсумками конференції висунута ініціатива відкриття третього Молодіжного центра Ради Європи в Одесі, запропонований проект створення «Малої Чорноморської енциклопедії», готується устав Чорноморського Єврорегіону.

- За час існування МЧК була проведена ефективна робота у всіх напрямках співробітництва: це і надання допомога турецькому місту Ізміт, що потерпіло від землетрусу, проведення міжнародного музичного фестивалю «Морський коник», десятки конференцій; саміт міських голів Європейського Союзу та Чорноморського регіону з проблем портів і транспорту.

## Основні положення
Ціль створення — досягнення високого ступеня інтеграції між країнами Чорноморського регіону, координація соціально-економічного, екологічного, культурно-освітнього розвитку в Чорноморському регіоні.
Завдання організації:
1. участь у розробці, узгодженні, організації й виконанні спільних інвестиційних проектів в області економіки, екології, туризму й культури;
2. створення умов для вільного підприємництва, розширення торгівлі;
3. вирішення проблем раціонального використання природно-ресурсного потенціалу та захисту Чорного й Азовського морів від забруднення;
4. зміцнення системи організаційно-економічних, науково-технічних, комерційних і культурних зв'язків між містами і регіонами Чорноморського басейну.

Керівним органом МЧК є загальні збори (Асамблея) всіх членів Клубу, що проводиться не рідше одного разу в рік послідовно в кожному з міст-членів Клубу. Відповідно до Уставу Клубу Асамблея приймає й вносить зміни до нього; приймає річний баланс, фінансовий звіт і схвалює бюджет на наступний фінансовий рік; формує політику Клубу шляхом прийняття річних програм діяльності Клубу; вибирає Правління Клубу і його Голову, приймає звіт з їхньої діяльності; приймає нових членів Клубу; визначає розмір вступного й членського внесків; ухвалює рішення щодо припиненні діяльності Клубу.

## Міста-члени
- Болгарія — Бургас, Варна;
- Греція — Кавала, Пірей, Салоніки;
- Грузія — Батумі, Поті, Сухумі (підконтрольне Абхазії);
- Італія — Трієст;
- Молдова — Тирасполь (підконтрольне ПМР);
- Росія — Азов, Анапа, Ростов-на-Дону, Таганрог, Темрюцький район, Туапсе;
- Румунія — Галац, Констанца;
- Україна — Маріуполь, Миколаїв, Одеса, Південне, Севастополь, Феодосія, Херсон, Чорноморськ, Ялта;
- Туреччина — Ізміт, Самсун, Трабзон.

## Керівництво

### Президенти
- 1992—1995 — Христо Кирчев (Варна)
- 1995—1998 — Едуард Гурвіц (Одеса)
- 1998—2003 — Сергій Шило (Таганрог)
- 2003—2005 — Володимир Чайка (Миколаїв)
- 2005—2008 — Волкан Джаналіоглу (Трабзон)
- 2008—2011 — Константін Сімітсіс (Кавала)
- 2012—2014 — Сергій Бездольний (Азов)

### Виконавчі директори
- 2008—2011 — Міхаліс Хрісомаліс (Кавала)
- 2012—2014 — Євген Мамічев (Азов)

### Головні секретарі
- 1992—2014 — Радул Ковачев (Варна)